# Mezel
Mezel ist eine Commune déléguée in der französischen Gemeinde Mur-sur-Allier mit 1.941 Einwohnern (Stand: 1. Januar 2022) im Département Puy-de-Dôme in der Region Auvergne-Rhône-Alpes. 
Die Gemeinde Mezel wurde am 1. Januar 2019 mit Dallet zur Commune nouvelle Mur-sur-Allier zusammengeschlossen. Sie hat seither den Status einer Commune déléguée. Die Gemeinde Mezel gehörte zum Arrondissement Clermont-Ferrand und zum Kanton Billom.

## Lage
Mezel liegt etwa zwölf Kilometer östlich von Clermont-Ferrand in der Limagne. Der Allier begrenzt die Commune déléguée im Osten. Umgeben wurde die Gemeinde Mezel von den Nachbargemeinden Dallet im Norden, Vertaizon im Nordosten, Chauriat im Osten, Saint-Bonnet-lès-Allier im Südosten, Pérignat-sur-Allier im Süden sowie Cournon-d’Auvergne im Westen und Südwesten. 

## Sehenswürdigkeiten
Im Ortskern steht das Schloss Mezel.

## Meteorit
1949 schlug bei dem Ort ein 1,3 Kilogramm schwerer Steinmeteorit vom Typ L6 ein und erhielt den offiziellen Namen Mezel.

## Bevölkerungsentwicklung
| Jahr                       | 1962 | 1968 | 1975 | 1982 | 1990 | 1999 | 2006 | 2012 |
| Einwohner                  | 556  | 590  | 724  | 1032 | 1356 | 1502 | 1751 | 1908 |
| Quellen: Cassini und INSEE |      |      |      |      |      |      |      |      |